# Autharius
Autharius, aussi Audecharius, en français Saint-Oys (né vers 570 et mort vers 620 à Jouarre) était un noble franc et fonctionnaire sous la domination des Mérovingiens.

## Biographie
L'existence d'Autharius est connue par la Vita sancti Columbani de Jonas von Bobbio, qu'il a rédigée vers les années 640 à 643 comme moine de l'abbaye de Bobbio, notamment par la Vita Faronis d'Hildegar von Meaux.
Il est issu d'une famille aristocratique d'origine franque, qui était à l'origine riche en Bourgogne et était l'un des représentants les plus puissants de l'aristocratie bourguignonne avec les Waltrichen, ses apparentés. Son père Gundovald a été nommé au bureau de Comes de Meaux par Guntrhamn, qui gouvernait le royaume franc d'Austrasie comme tuteur de son neveu Chlothar II.
En raison de l'attribut Vir illuster que Jonas confère à Autharius, il peut sans aucun doute être compté parmi les grands du sous-royaume austrasien, qui sont habituellement appelés optimates dans les diplômes royaux. Dans ce contexte, il est également probable qu'il ait occupé une haute fonction à la cour royale sous le règne de Chlotaire II et de son fils et successeur Dagobert Ier.
Autharius, avec son frère Chagnerich, est d'une importance historique particulière en tant que promoteur influent des activités missionnaires de saint Colomban, qui apporta une contribution décisive à la christianisation des régions au nord des Alpes. Au cours de l'hiver 610/611, Autharius emmena longtemps le missionnaire et ses compagnons, dont le jeune Gallus, dans son domaine de la Marne. De là, Colomban partit pour l'Italie lombarde au printemps, tandis que Gallus se sépara de lui près de Bregenz sur le lac de Constance et fonda par la suite un ermitage, d'où l'abbaye de Saint-Gall est née.
Il pourrait être enterré à Ussy-sur-Marne.

## Domaine
Au début, les domaines d'Autharius en Austrasie étaient concentrés autour d'une villa à Sancy-les-Cheminots sur l'Aisne. Vers l'an 610, il s'installe avec sa famille dans un domaine à Ussy-sur-Marne. Le fait qu'Autharius possédait de vastes biens personnels et pouvait donc être considéré comme un grand propriétaire terrien ressort du fait que trois abbayes ont pu être dotées de riches dotations foncières pour la fondation de monastères par sa famille.

## Famille
Il avait deux frères qui s'installèrent avec lui en Austrasie : Chagnoald, qui résidait à Reims, et Chagnerich, qui à Meaux était Comes des Pagus Meldensis.
Autharius était marié à Moda jusqu'à environ 600. Cependant, ce mariage a été dissous pour des raisons peu claires et Moda est entrée dans un couvent en tant que religieuse. De cette union sont nés deux enfants :
- Ermenradus (fondateur de l'abbaye Notre-Dame de Jouarre)
- Ermenulfus (fondateur de l'abbaye Notre-Dame de Jouarre)

D'un second mariage après l'an 600 avec Aiga sont nés trois fils et une fille :
- Ado (fondateur d'un monastère dans le Jura et cofondateur du monastère de Rebais. * vers 602 à Sancy-les-Cheminots ; † 670 à Jouarre)
- Audoenus (référendaire du roi Dagobert Ier, 641-684 évêque de Rouen, fondateur du monastère de Rebais. * vers 609 à Sancy-les-Cheminots ; † 24. août 684 à Clichy)
- Rado (cofondateur du Monastère de Rebais, fondateur du Monastère de Reuil-en-Brie)
- Magnafleda